# Сидел, Кристиана
Кристиа́на Си́дел (За́йдель) (Christiane Seidel; род. 3 апреля 1988, Уичито-Фолс, Техас) — американо-немецко-датская актриса кино и телевидения, менее известна как кинопродюсер и певица.

## Биография
Кристиана Сидел родилась 3 апреля 1988 года в городе Уичито-Фолс (штат Техас, США). Отец — немец, военный лётчик; мать — датчанка, флорист. В детстве Кристиану увезли в Европу, она жила как Дании, так и в Германии, и даже в ЮАР, в Кейптауне (сама актриса говорит о себе, что «выросла в Германии»). Окончив среднюю школу, она вернулась в США, где поступила и окончила Институт театра и кино Ли Страсберга (её одногруппниками были, в частности, Даниэла Руа и Джошуа Боуман). С 2007 года начала сниматься в кино, с 2010 года — на телевидении. С 2011 года также выступает как кинопродюсер, но по состоянию на 2021 год в её копилке лишь восемь малоизвестных короткометражных фильмов.
Личная жизнь
Актриса замужем, в начале 2017 года родила мальчиков-близнецов.

## Избранная фильмография
Широкий экран
- 2015 — Кошка Шмидта[англ.] / Schmidts Katze — Сибилла Раниш
- 2016 — Лощина[англ.] / The Hollow — Сара Десото
- 2019 — Человеческий капитал / Human Capital — жена Годипа
- 2022 — Бун / Boon (2022) — Кэтрин
- 2022 — Последний рейс / Paradise Highway — Клэр
- 2022 — Больше/меньше / Over/Under — Шерил Вест
- 2022 — Время Господа  / God's Time — Сидни

Телевидение
- 2010 — Закон и порядок: Специальный корпус / Law & Order: Special Victims Unit — Дарла Пиннингтон (в эпизоде Locum)
- 2011—2014 — Подпольная империя / Boardwalk Empire — Зигрид Мюллер (в 14 эпизодах)[5]
- 2017 — Забытые Богом / Godless — Марта (в 6 эпизодах)
- 2019 — Фосси/Вердон / Fosse/Verdon — Ханна (в 2 эпизодах)
- 2020 — Ход королевы / The Queen's Gambit — Хелен Дирдорф, заведующая приютом (в 3 эпизодах)